# Synagoga w Żarkach
Synagoga w Żarkach – synagoga znajdująca się w Żarkach przy ulicy Stanisława Moniuszki 2, nad rzeką Leśniówką. Jest jedyną zachowaną spośród trzech istniejących w mieście wolno stojących synagog.

## Historia
Synagoga została zbudowana około 1870 r. z inicjatywy Żydów postępowych. Podczas II wojny światowej hitlerowcy zdewastowali synagogę, a następnie została uszkodzona podczas bombardowania. Po zakończeniu wojny, w latach 1954-1957 budynek synagogi został przebudowany na potrzeby Miejsko-Gminnego Ośrodka Kultury, który znajduje się w niej do dziś. Wówczas wydłużono budynek w kierunku wschodnim, a także zmieniono ścianę frontową.
Synagoga została odrestaurowana w latach 2009-2011 za kwotę łączną 5 mln zł, w tym 85% dofinansowania unijnego. Przeprowadzono także rozbudowę budynku o nowe skrzydło.

## Architektura
Murowany budynek synagogi wzniesiono na planie prostokąta o wymiarach 16,2 na 39,6 metra, w stylu mauretańsko-neoromańskim. We wnętrzu w zachodniej części znajduje się przedsionek, z którego wchodzi się do obszernej głównej sali modlitewnej, gdzie na wschodniej ścianie, w apsydzie znajdował się Aron ha-kodesz, a na środku stała bima. Nad przedsionkiem znajduje się otwarty na salę główną babiniec. Taki układ wnętrz zachował się do dziś.
Przed wojną ściana frontowa miała troje drzwi. Nad środkowymi znajdowało się podwójne okrągłe okno, a nad bocznymi - pojedyncze okna. Na bocznych szczytach ściany znajdowały się wieżyczki. Nad centralnymi oknami znajdował się okrągły otwór.